# Lučany nad Nisou
Lučany nad Nisou é uma cidade checa localizada na região de Liberec, distrito de Jablonec nad Nisou.